# Книн
Книн е град в Хърватия. Бивша столица на Хърватското кралство и непризнатата Република Сръбска Крайна. Намира се в Шибенишко-книнска жупания, на 56 км от град Шибеник и 273 км от столицата Загреб.

## Население
В град Книн живеят 11 128 (2001), от тях 76,5% хървати и 20,8% сърби.
През 1991 година етническата обстановка в град Книн е била:
- сърби - 9867 (80,01%)
- хървати - 1660 (13,46%)
- югославяни - 381 (3,08%)
- други - 423 (3,43%)

По време на гражданската война в Хърватия, мнозинството сръбско население е било прогонено от хърватската армия.